# Entomophaga nigrohalterata
Entomophaga nigrohalterata är en tvåvingeart som först beskrevs av Villeneuve 1921.  Entomophaga nigrohalterata ingår i släktet Entomophaga och familjen parasitflugor. Arten är reproducerande i Sverige. Inga underarter finns listade i Catalogue of Life.